# 白羅的聖誕假期
《白羅的聖誕假期》（英語：Hercule Poirot's Christmas）是英國作家阿嘉莎·克莉絲蒂所著的推理小說，1938年由柯林斯犯罪俱樂部出版社在英國出版。1939年2月在美國出版。

## 情節概要
住在戈斯洞莊的老富翁西蒙·李邑出乎意料地邀請他的子女們於聖誕節時聚會，除住在英國的兒子媳婦們外，客人還包括李邑許久未見的兒子哈利、李邑的西班牙裔外孫女珮洛兒和李邑過往合夥人的兒子史蒂芬·法爾。聖誕夜時，李邑將家人們罵了一頓，不久後，李邑便在上鎖的房間裡遇害。比利時裔偵探白羅介入調查此一命案，逐一詢問現場可能涉嫌犯下命案的李邑家人。
經過一段時間的調查後，白羅先後揭發了珮洛兒和史蒂芬·法爾的真實身分，最終指出真兇是當地警局的刑事主任夏登，他實際上是李邑的私生子，出於對生父的憎恨而犯下弒父命案。

## 人物
- 赫丘勒·白羅，比利時裔偵探
- 西蒙·李邑，年老的富翁，住在戈斯洞莊，身體不良於行，有多名子女，命案受害者
- 艾菲德·李邑，西蒙·李邑的兒子，住在戈斯洞莊
- 莉迪爾，艾菲德的妻子，住在戈斯洞莊
- 夏登主任，當地警局的刑事主任，實為李邑的私生子和命案的真兇
- 哈利·李邑，西蒙·李邑的兒子
- 珮洛兒·艾托瓦多，西蒙·李邑的西班牙裔外孫女，實際上是他人冒充的
- 大衛·李邑，西蒙·李邑的兒子
- 希黛，大衛的妻子
- 史蒂芬·法爾，西蒙·李邑過往合夥人的兒子，實際上是李邑的私生子冒充的
- 喬治·李邑，西蒙·李邑的兒子，也是國會議員
- 瑪格琳，喬治的妻子
- 泰西里，戈斯洞莊的老管家
- 賀伯，戈斯洞莊的僕人之一
- 強生上校，米德郡警政署長

## 改編作品

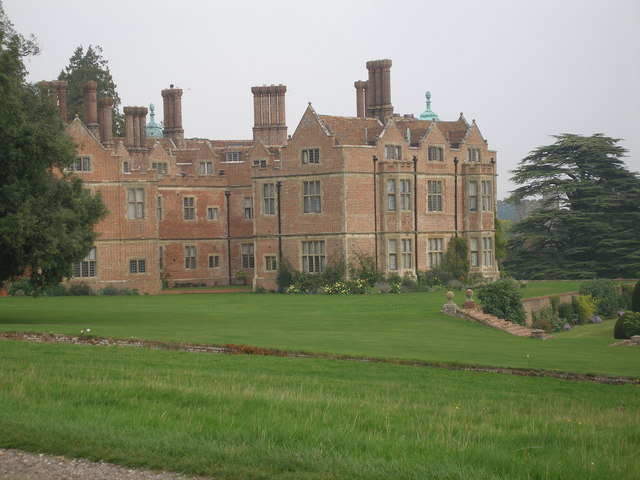
戈斯洞莊在電視劇《大偵探白羅》的取景地。

被改編為英國電視劇《大偵探白羅》的其中一集《白羅的聖誕假期》，白羅由大衛·蘇切特飾演。

## 外部連結
- 《白羅的聖誕假期》在克莉絲蒂官網上的介紹 （页面存档备份，存于）（英文）